# 天貓座23
天貓座23，又名BD+57 1093，HD 61106、SAO 26459、HR 2929，是天貓座的一颗恒星，视星等为6.06，位于銀經160.34，銀緯29.09，其B1900.0坐标为赤經7h 32m 33.2s，赤緯+57° 29.09′ 40″。